# Anže Berčič
Anže Berčič (Kranj, 25 novembre 1990) è un canoista sloveno, specializzata nella prova del C1 slalom.

## Palmarès
- Mondiali

Deep Creek Lake 2014: argento nel C1 a squadre.
- Europei

Cracovia 2012: bronzo nel C1 a squadre.
Vienna 2014: oro nel C1 a squadre.
Tacen 2017: argento nel C1 a squadre.